# أنطوني ستيرن
أنطوني ستيرن (بالإنجليزية: Anthony Stern)‏ هو مصور سينمائي بريطاني، ولد في 1944.

## وصلات خارجية
- أنطوني ستيرن على موقع IMDb (الإنجليزية)
- أنطوني ستيرن على موقع قاعدة بيانات الفيلم (الإنجليزية)